# Townsend Scudder

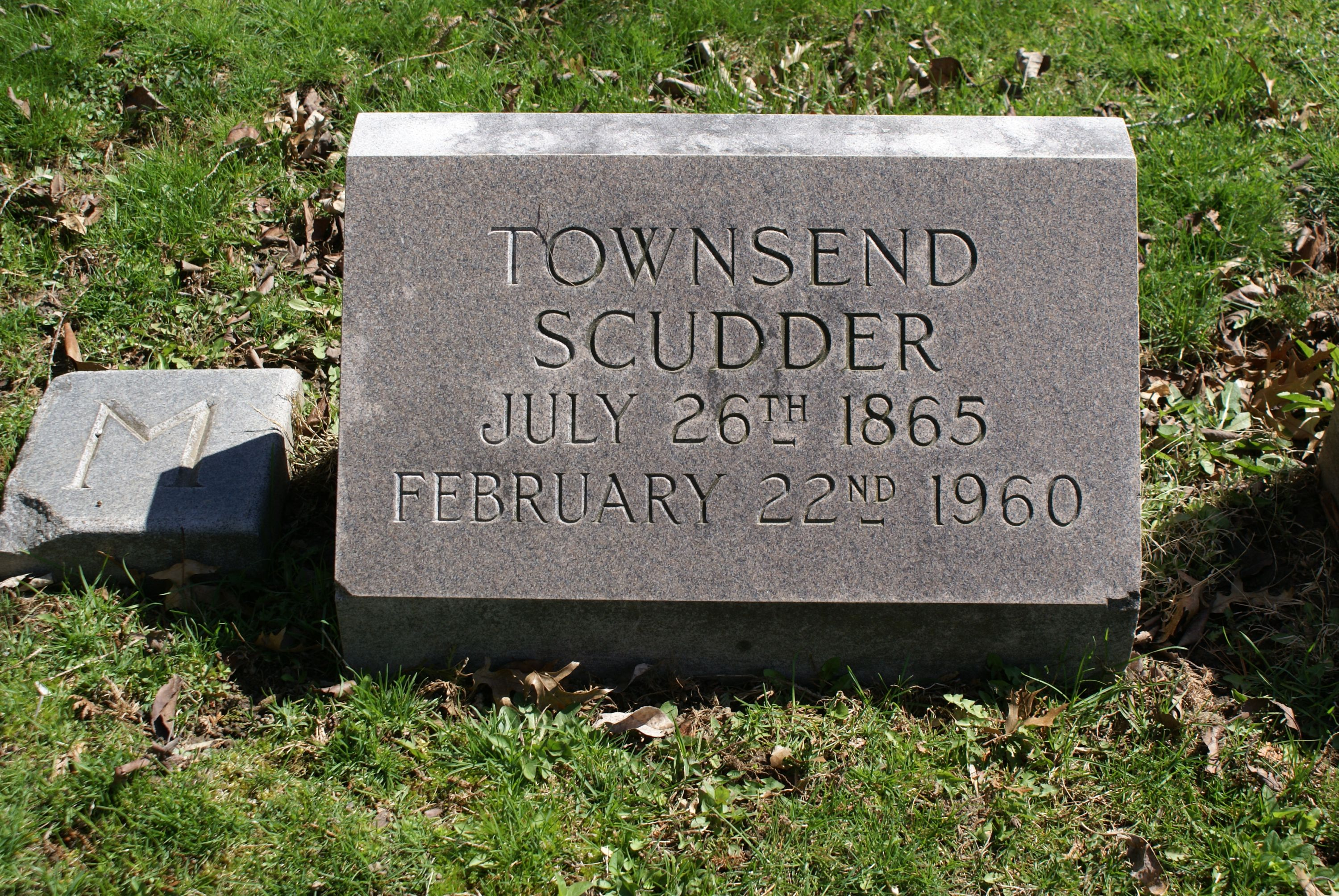
Grab von Townsend Scudder

Townsend Scudder (* 26. Juli 1865 in Northport, Long Island, New York; † 22. Februar 1960 in Greenwich, Connecticut) war ein US-amerikanischer Jurist und Politiker. Zwischen 1899 und 1901 sowie zwischen 1903 und 1905 vertrat er den Bundesstaat New York im US-Repräsentantenhaus.

## Werdegang
Townsend Scudder wurde ungefähr ein Monat nach dem Ende des Bürgerkrieges in Northport geboren. Er genoss eine gute Schulbildung in Europa. 1888 graduierte er an der Columbia Law School in New York City und begann dort nach dem Erhalt seiner Zulassung als Anwalt im folgenden Jahr zu praktizieren. Als Corporation Counsel war er zwischen 1893 und 1899 in Queens tätig. Politisch gehörte er der Demokratischen Partei an. Bei den Kongresswahlen des Jahres 1898 wurde Scudder im ersten Wahlbezirk von New York in das US-Repräsentantenhaus in Washington, D.C. gewählt, wo er am 4. März 1899 die Nachfolge von Joseph M. Belford antrat. Da er im Jahr 1900 auf eine erneute Kandidatur verzichtete, schied er nach dem 3. März 1901 aus dem Kongress aus. Danach war er wieder als Anwalt tätig. Allerdings kandidierte er im Jahr 1902 erneut erfolgreich um einen Sitz im US-Repräsentantenhaus. Nach seiner Wahl trat er am 4. März 1903 die Nachfolge von Frederic Storm an. Da er im Jahr 1904 auf weitere Kandidatur verzichtete, schied er nach dem 3. März 1905 aus dem Kongress aus.
Scudder war zwischen 1907 und 1920 als Richter am New York Supreme Court für den zweiten Gerichtsbezirk tätig. Im Anschluss nahm er in New York City wieder seine Tätigkeit als Anwalt auf. Zwischen 1924 und 1927 war er als State Park Commissioner und Vizepräsident der Long Island State Park Commission tätig. Im Februar 1927 wurde er von Gouverneur Alfred E. Smith wieder an das New York Supreme Court berufen und anschließend von den beiden großen politischen Parteien für eine Amtszeit von 14 Jahren nominiert. Scudder wurde am 8. November 1927 gewählt und diente in dieser Stellung bis zu seiner Pensionierung am 1. Januar 1936. Er verstarb am 22. Februar 1960 in Greenwich und wurde dann auf dem Putnam Cemetery beigesetzt. Sein Onkel war der Kongressabgeordnete Henry Joel Scudder.